# Navio-patrulha

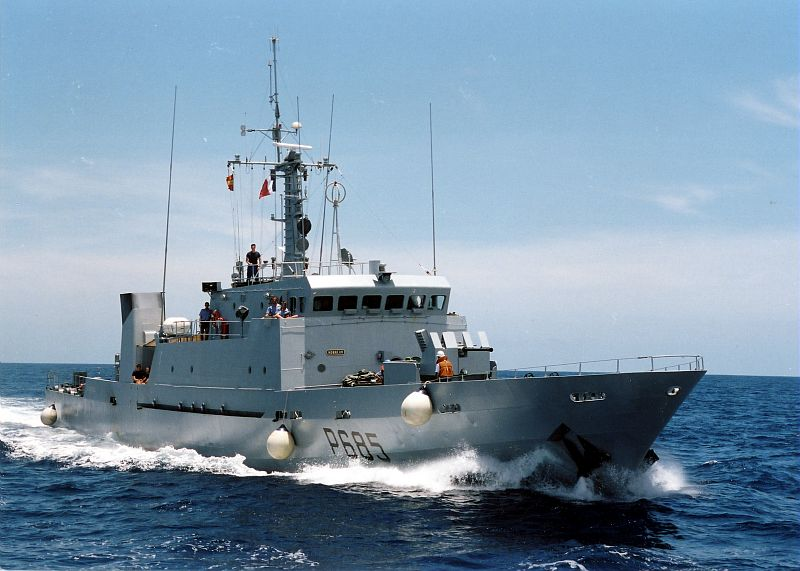
Navio-patrulha La Fougueuse da Marinha Nacional francesa.

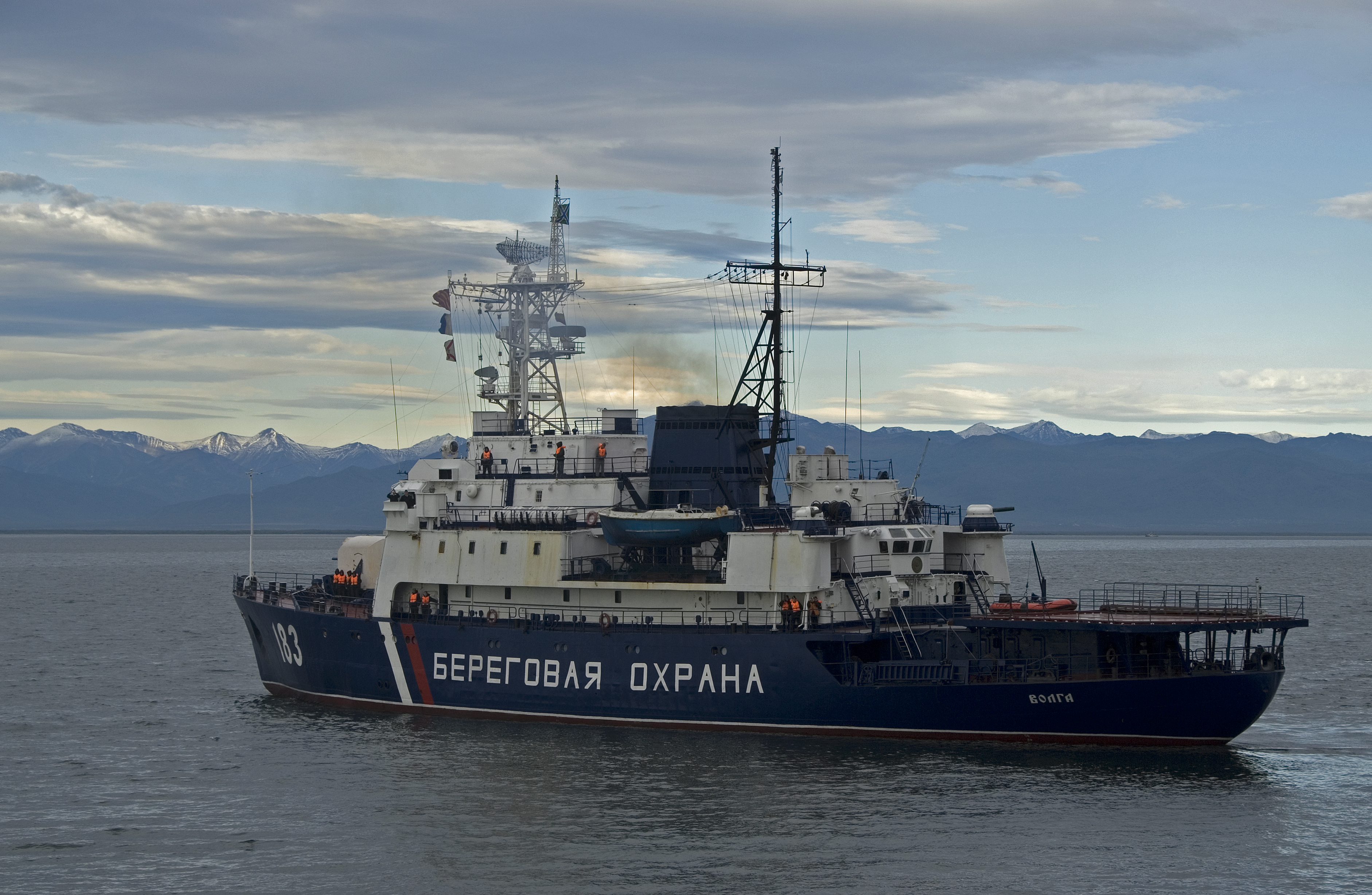
Navio-patrulha Volga da Guarda de Fronteira russa.

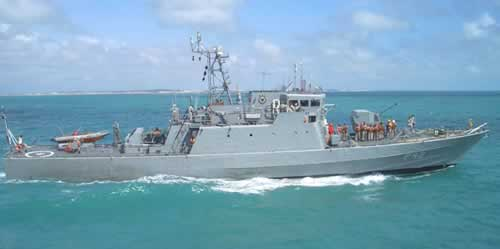
Navio-patrulha Graúna da Marinha do Brasil.

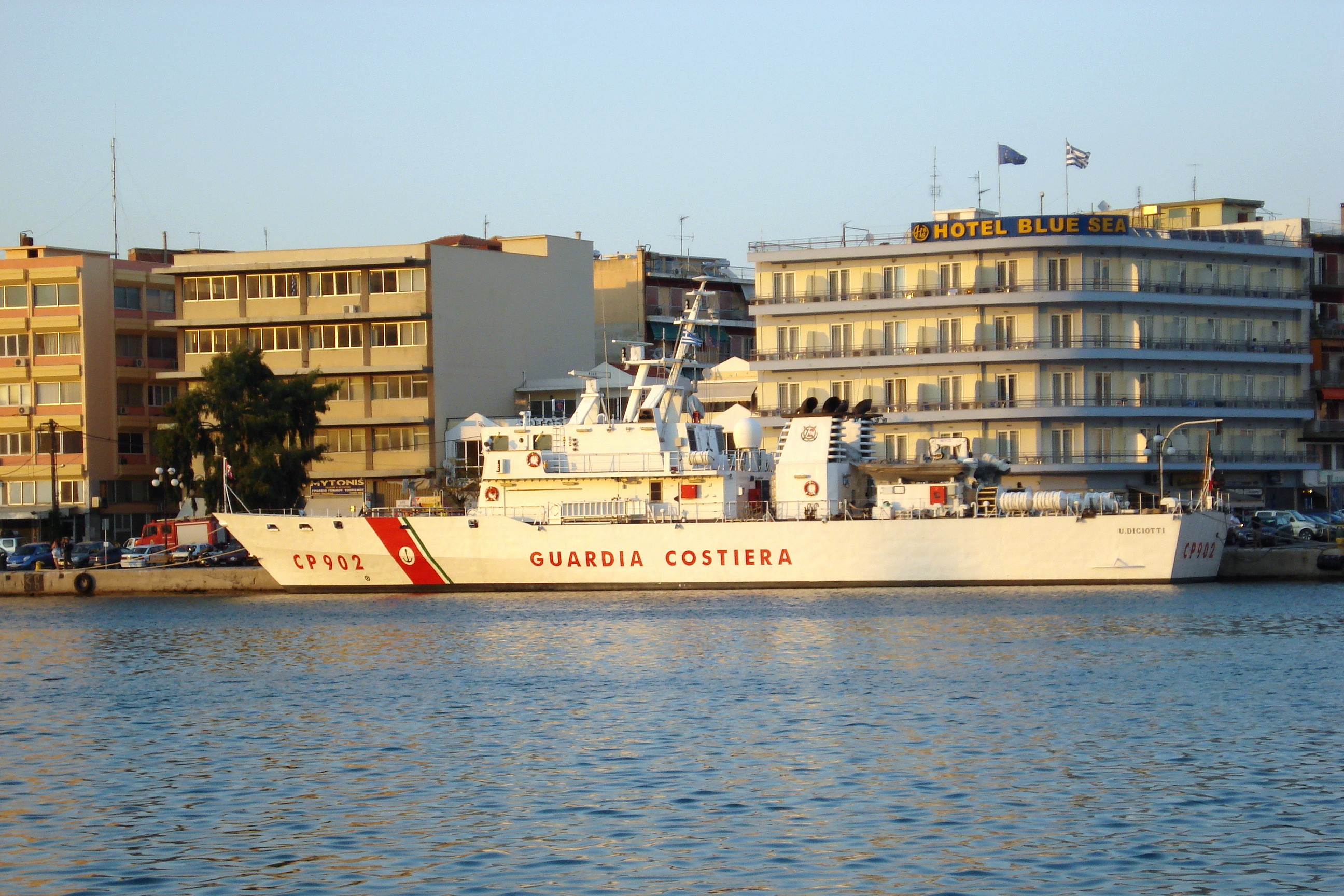
Navio-patrulha Ubaldo Diciotti da Guarda Costeira italiana.

O navio-patrulha é um tipo de navio de guerra, de pequena dimensão e com baixo poder de fogo.
Conforme a dimensão e a função, os navios-patrulha podem ser designados, alternativamente, como lanchas de fiscalização, vedetas, escoltas costeiros, navios de defesa de porto ou canhoneiras'.

## Missões
Existem vários tipos de navios-patrulha adaptados a vários tipos de missões.
Estas embarcações podem ser operadas por marinhas de guerra, guardas costeiras, polícias ou outras entidades. Os navios-patrulha também podem ser oceânicos, costeiros ou ribeirinhos, conforme o ambiente em que se destinem a operar.
Atualmente, os navios-patrulha, destinam-se primariamente ao patrulhamento da zona económica exclusiva de um país.
Conforme o seu tipo e a entidade que os opera, os navios-patrulha podem ser empregues em funções puramente militares ou em funções de serviço público. As funções militares incluem o reconhecimento armado, a escolta a comboios fluviais, a proteção de portos contra minas e a infiltração de forças especiais. As funções de serviço público incluem a fiscalização de fronteiras, a fiscalização das pescas e de outras atividades aquáticas, a fiscalização aduaneira, o combate à pirataria, o combate à imigração ilegal, a segurança de plataformas de exploração de petróleo no mar e a busca e salvamento.

## Projeto
Regra geral, os navios patrulha são incluídos em dois grandes grupos: os navios-patrulha costeiros (NPC) e os navios-patrulha oceânicos (NPO). Estes dois grupos também são conhecidos pelas siglas em inglesas: IPV (inshore patrol vessel) e OPV (offshore patrol vessel).
São, normalmente, navios de guerra menores que uma corveta, sendo, no entanto, alguns tão grandes como uma fragata. Este tipo de navio pode incluir embarcações de ataque rápido, torpedeiros e embarcações lança-mísseis. Numa marinha, os NPO são normalmente os seus menores navios de guerra com tamanho e capacidade suficiente para patrulhar o mar alto.
Durante a primeira e a segunda guerras mundiais, os contendores de ambos os lados, criaram navios-patrulha auxiliares resultantes da transformação de traineiras de pesca, que eram armadas com metralhadoras e peças de artilharia naval obsolescentes. Ainda hoje, alguns navios-patrulha modernos têm o seu projeto baseado no de embarcações de pesca ou de recreio.
Os navios-patrulha são, normalmente, embarcações com cerca de 30 m de comprimento, armadas com uma única peça de calibre médio, além de uma variedade de armamento secundário mais ligeiro, como metralhadoras. Dependendo da sua função, estas embarcações podem estar armadas com torpedos, mísseis antinavio, mísseis superfície-ar, o que os obriga a dispor de sensores e sistemas de controlo de tiro mais sofisticados. Os projetos de navios-patrulha mais modernos incluem instalações propulsoras com turbinas a gás, como a CODAG, com velocidades entre os 25 nós e os 30 nós. Os maiores NPO podem também incluir instalações para a operação de helicópteros embarcados.
O pequeno tamanho e o relativamente baixo custo dos navios-patrulha faz com que os mesmos sejam o mais comum tipo de navio de guerra do mundo. Quase todas as marinhas do mundo operam, pelo menos, alguns navios deste tipo, especialmente aquelas que não dispõem de uma capacidade oceânica.
Os torpedeiros e as embarcações lança-mísseis são embarcações similares aos navios-patrulha, mas dedicadas, quase, exclusivamente a missões puramente militares.